# Amos Mosaner
Amos Mosaner (ur. 12 marca 1995 w Trydencie) – włoski curler, olimpijczyk z Pjongczangu 2018. Mistrz olimpijski z Pekinu 2022 (pary mieszane), brązowy medalista mistrzostw świata i Europy.
Służy we włoskich siłach powietrznych.

## Kariera
W latach 2013–2015 był skipem juniorskiej reprezentacji Włoch. Na mistrzostwach Europy 2013 i 2014 był skipem seniorskiej reprezentacji Włoch. Następnie dołączył do drużyny Joëla Retornaza, z którą w kolejnych latach reprezentował Włochy.
Od 2019 bierze również udział w turniejach par mieszanych. Początkowo w parze z Alice Cobelli, z którą prywatnie jest w związku. Następnie został przekonany przez trenerów do zmiany partnerki sportowej i rywalizacji razem z bardziej doświadczoną Stefanią Constantini. W 2022 Mosaner i Constantini zostali mistrzami olimpijskimi par mieszanych. Był to pierwszy medal olimpijski dla włoskiego curlingu.

## Życie prywatne
Syn curlera Adolfo Mosanera, który był jego pierwszym trenerem. Mieszka w Cembra Lisignago.

## Udział w zawodach międzynarodowych

### Kariera juniorska
| Rok  | Impreza                                             | Gospodarz | Skip drużyny  | Pozycja | Miejsce    |
| ---- | --------------------------------------------------- | --------- | ------------- | ------- | ---------- |
| 2012 | Mistrzostwa Świata Juniorów w Curlingu 2012         | Östersund | Andrea Pilzer | trzeci  | 9. miejsce |
| 2012 | Zimowe Igrzyska Olimpijskie Młodzieży 2012          | Innsbruck | Amos Mosaner  | skip    | 2. miejsce |
| 2013 | Mistrzostwa Świata Juniorów w Curlingu 2013         | Soczi     | Amos Mosaner  | skip    | 6. miejsce |
| 2014 | Mistrzostwa Świata Juniorów w Curlingu 2014         | Flims     | Amos Mosaner  | skip    | 5. miejsce |
| 2015 | Mistrzostwa Świata Juniorów w Curlingu 2015         | Tallinn   | Amos Mosaner  | skip    | 8. miejsce |
| 2016 | Mistrzostwa Świata Juniorów grupy B w Curlingu 2016 | Lohja     | Amos Mosaner  | skip    | 5. miejsce |

### Kariera seniorska

#### Curling mężczyzn
| Rok  | Impreza                                     | Gospodarz    | Skip drużyny  | Pozycja | Miejsce     |
| ---- | ------------------------------------------- | ------------ | ------------- | ------- | ----------- |
| 2013 | Mistrzostwa Europy w Curlingu 2013          | Stavanger    | Amos Mosaner  | skip    | 12. miejsce |
| 2014 | Mistrzostwa Europy w Curlingu 2014          | Champéry     | Amos Mosaner  | skip    | 4. miejsce  |
| 2015 | Mistrzostwa Świata Mężczyzn w Curlingu 2015 | Halifax      | Joël Retornaz | czwarty | 10. miejsce |
| 2015 | Mistrzostwa Europy w Curlingu 2015          | Esbjerg      | Joël Retornaz | czwarty | 8. miejsce  |
| 2016 | Mistrzostwa Europy w Curlingu 2016          | Renfrewshire | Joël Retornaz | trzeci  | 7. miejsce  |
| 2017 | Mistrzostwa Świata Mężczyzn w Curlingu 2017 | Edmonton     | Joël Retornaz | czwarty | 9. miejsce  |
| 2017 | Mistrzostwa Europy w Curlingu 2017          | St. Gallen   | Joël Retornaz | czwarty | 8. miejsce  |
| 2018 | Zimowe Igrzyska Olimpijskie 2018            | Pjongczang   | Joël Retornaz | czwarty | 9. miejsce  |
| 2018 | Mistrzostwa Świata Mężczyzn w Curlingu 2018 | Las Vegas    | Joël Retornaz | czwarty | 8. miejsce  |
| 2018 | Mistrzostwa Europy w Curlingu 2018          | Tallinn      | Joël Retornaz | trzeci  | 3. miejsce  |
| 2019 | Mistrzostwa Świata Mężczyzn w Curlingu 2019 | Lethbridge   | Joël Retornaz | trzeci  | 7. miejsce  |
| 2019 | Mistrzostwa Europy w Curlingu 2019          | Helsingborg  | Joël Retornaz | trzeci  | 5. miejsce  |
| 2021 | Mistrzostwa Świata Mężczyzn w Curlingu 2021 | Calgary      | Joël Retornaz | trzeci  | 7. miejsce  |
| 2021 | Mistrzostwa Europy w Curlingu 2021          | Lillehammer  | Joël Retornaz | trzeci  | 3. miejsce  |
| 2022 | Zimowe Igrzyska Olimpijskie 2022            | Pekin        | Joël Retornaz | trzeci  | 9. miejsce  |
| 2022 | Mistrzostwa Świata Mężczyzn w Curlingu 2022 | Las Vegas    | Joël Retornaz | trzeci  | 3. miejsce  |
| 2023 | Mistrzostwa Świata Mężczyzn w Curlingu 2023 | Ottawa       | Joël Retornaz | trzeci  | 4. miejsce  |

#### Pary mieszane
| Rok  | Impreza                                           | Gospodarz | Partnerka            | Miejsce     |
| ---- | ------------------------------------------------- | --------- | -------------------- | ----------- |
| 2012 | Zimowe Igrzyska Olimpijskie Młodzieży 2012        | Innsbruck | Irena Brettbacher    | 9. miejsce  |
| 2019 | Mistrzostwa Świata Par Mieszanych w Curlingu 2019 | Stavanger | Alice Cobelli        | 18. miejsce |
| 2021 | Mistrzostwa Świata Par Mieszanych w Curlingu 2021 | Aberdeen  | Stefania Constantini | 5. miejsce  |
| 2022 | Zimowe Igrzyska Olimpijskie 2022                  | Pekin     | Stefania Constantini | 1. miejsce  |